# 10992 Veryuslaviya
10992 Veryuslaviya è un asteroide della fascia principale. Scoperto nel 1974, presenta un'orbita caratterizzata da un semiasse maggiore pari a 2,3620084 UA e da un'eccentricità di 0,2427910, inclinata di 4,95866° rispetto all'eclittica.